# Arnaud de La Grange
Pour les articles homonymes, voir La Grange.
Arnaud de La Grange né en 1965, est un journaliste, grand reporter et écrivain français, directeur adjoint de la rédaction (service étranger) du quotidien Le Figaro. Il a reçu le prix Roger-Nimier en 2019.

## Biographie
Attiré dans un premier temps par une carrière d'officier dans l'Armée de terre, Arnaud de La Grange entre en 1982 en hypokhâgne, au Prytanée militaire de La Flèche (Sarthe), où il passe trois années dans le but de préparer le concours d'entrée de l'École spéciale militaire de Saint-Cyr. Il renonce toutefois à la voie militaire après avoir été victime d'un grave accident de voiture provoqué par un chauffard en état d'ivresse. 
Poursuivant des études universitaires qui lui permettront de décrocher une maîtrise d'histoire et un DEA, Arnaud de La Grange fait son service national dans la Marine comme officier, et il est embarqué sur le navire Ouragan avec lequel il fait le tour du monde.
À partir de 1991, il poursuit sa carrière durant quatre ans en tant que chargé de mission au SGDN, le secrétariat général de la défense nationale, traitant les affaires de terrorisme et de trafic de  drogue.
En 1995, Arnaud de La Grange commence à collaborer au journal Le Figaro au sein du service étranger, couvrant longtemps les conflits (Congo, Liberia, Irak, Afghanistan, etc.). Parallèlement, en 1996, il est coauteur de Mondes rebelles, encyclopédie des conflits armés dans le monde, qui connaîtra deux autres éditions en 1999 et 2001, suivies par Les Nouveaux Mondes rebelles en 2005 puis par Les Guerres bâtardes. 
Puis il est correspondant du Figaro à Pékin de 2008 à 2013, où il couvre la Chine et une partie de l'Asie. 
Par la suite, il devient directeur-adjoint de la rédaction, chargé de l'international au Figaro. 
Son premier roman, Les Vents noirs, est publié en 2017 et a pour cadre l'Asie, entre Chine et Sibérie au début du XXe siècle. 
Son deuxième roman, Le Huitième Soir, est publié en 2019 et a pour héros un jeune officier parachutiste durant les derniers jours de la bataille de Dien Bien Phu,. Ce roman a reçu le prix Roger-Nimier, ainsi que le prix Erwan-Bergot en 2019 et le prix littéraire des écrivains de marine en 2024.

## Œuvres

### Essais
- Jean-Marc Balencie et Arnaud de La Grange, Mondes rebelles : Dictionnaire des mondes rebelles[4], Paris, Editions Michalon, 1996-1999-2001, 1677 p. (ISBN 978-2-84186-142-2 et 2841861422).
- Les Nouveaux Mondes rebelles, dir. J.-M. Balencie et A. de La Grange, présenté par J-C Rufin, éd. Michalon, 2005  (ISBN 2-84186-248-8).
- Portes d'Afrique, avec Michaël Pitiot, Gallimard, 2003  (ISBN 2742411917).
- Irak Année zéro, avec Thomas Goisque et Bertrand de Miollis, Gallimard, 2004  (ISBN 2070771512).
- Les Guerres bâtardes, comment l'Occident perd les batailles du XXIe siècle avec Jean-Marc Balencie, Librairie académique Perrin, 2008
- La légende des mers, Héros, mystères et aventures au long cours, Éditions du Rocher, 2025  (ISBN 978-2-268-11189-6).

### Romans
- Les Vents noirs, Éditions Jean-Claude Lattès, 2017  (ISBN 978-2-7096-5951-2)
- Le Huitième Soir, Gallimard, 2019  (ISBN 2072825679)
- La promesse du large, Gallimard, 2024, 224 p.[16],[17],[18]